# EV-DO

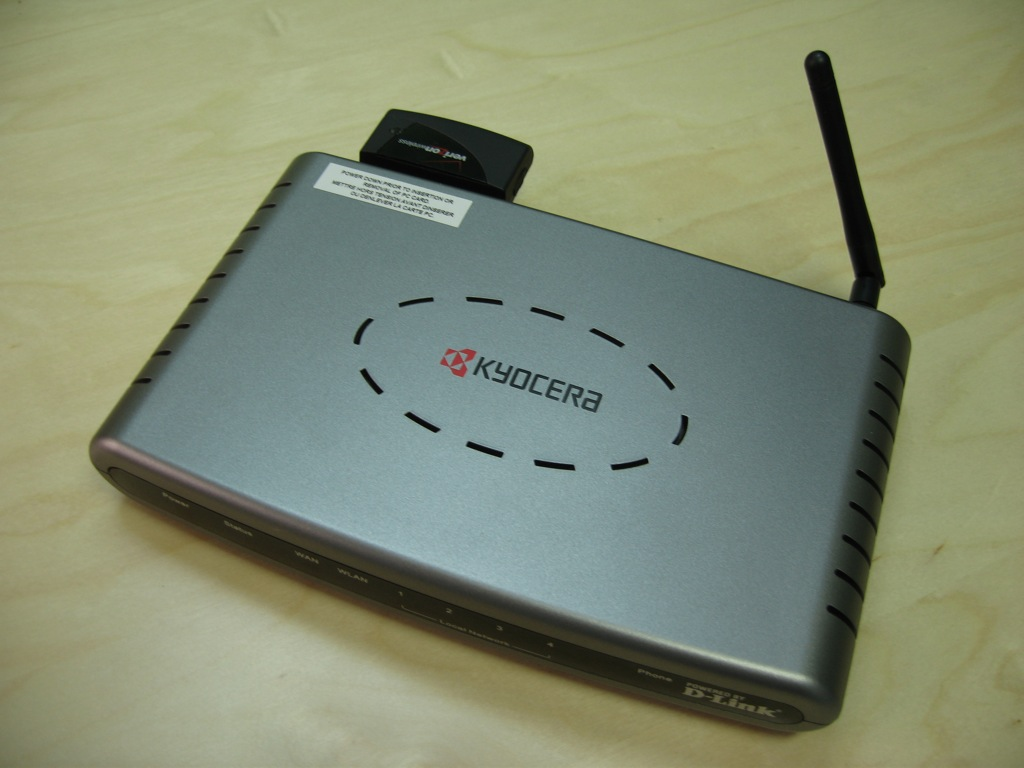
EV-DO router firmy Kyocera v podobě PC Card modulu ve Wi-Fi routeru

Evolution-Data Optimized (EV-DO, EVDO, apod.) je telekomunikační standard pro bezdrátový přenos dat pomocí rádiových vln, typicky pro vysokorychlostní internetové připojení. EV-DO navazuje na standard CDMA2000 (IS2000), který podporuje vysoké přenosové rychlosti a který lze nasadit spolu s hlasovými službami mobilních operátorů. Používá pokročilé  techniky multiplexování včetně kódového multiplexu (CDMA) a časového multiplexu (TDM) pro maximalizaci propustnosti. Patří do rodiny standardů CDMA2000 a byl převzat mnoha mobilními operátory po celém světě, především těmi, kteří dříve používali sítě CDMA. Používá se také v síti satelitních telefonů Globalstar.
Na většině uzemí Kanady byla služba EV-DO ukončena v roce 2015.
Šířka EV-DO kanálu je stejná jako u IS-95A (IS-95) a IS-2000 (1xRTT), ale struktura kanálu je zcela odlišná. Používá výhradně přepojování paketů a nemá typická omezení sítí s přepojováním okruhů.
EV-DO varianta sítě CDMA2000 poskytuje mobilním zařízením rádiové rozhraní pro přístup s dopředným spojem o rychlosti až 2,4 Mbit/s v Rev. 0 a až 3,1 Mbit/s v Rev. A. Zpětný spoj v Rel. 0 může pracovat rychlostí až 153 kbit/s, Rev. A rychlostí až 1,8 Mbit/s. Bylo navrženo jako plně IP síť propojující koncová zařízení, a umožňuje použití libovolných aplikací, kterým taková síť a omezení přenosové rychlosti vyhovují.

## Revize standardu

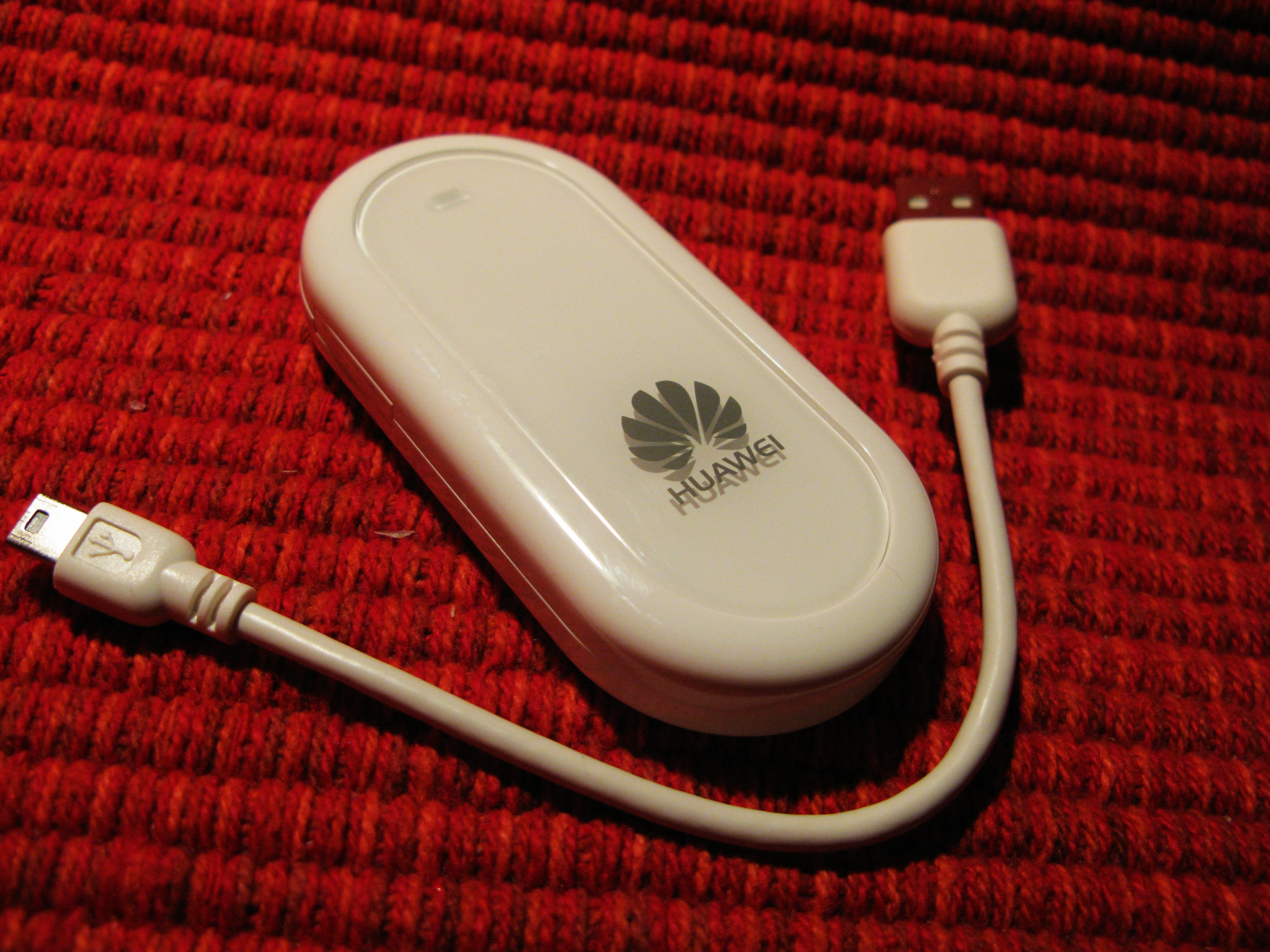
Huawei CDMA2000 EV-DO USB bezdrátový modem

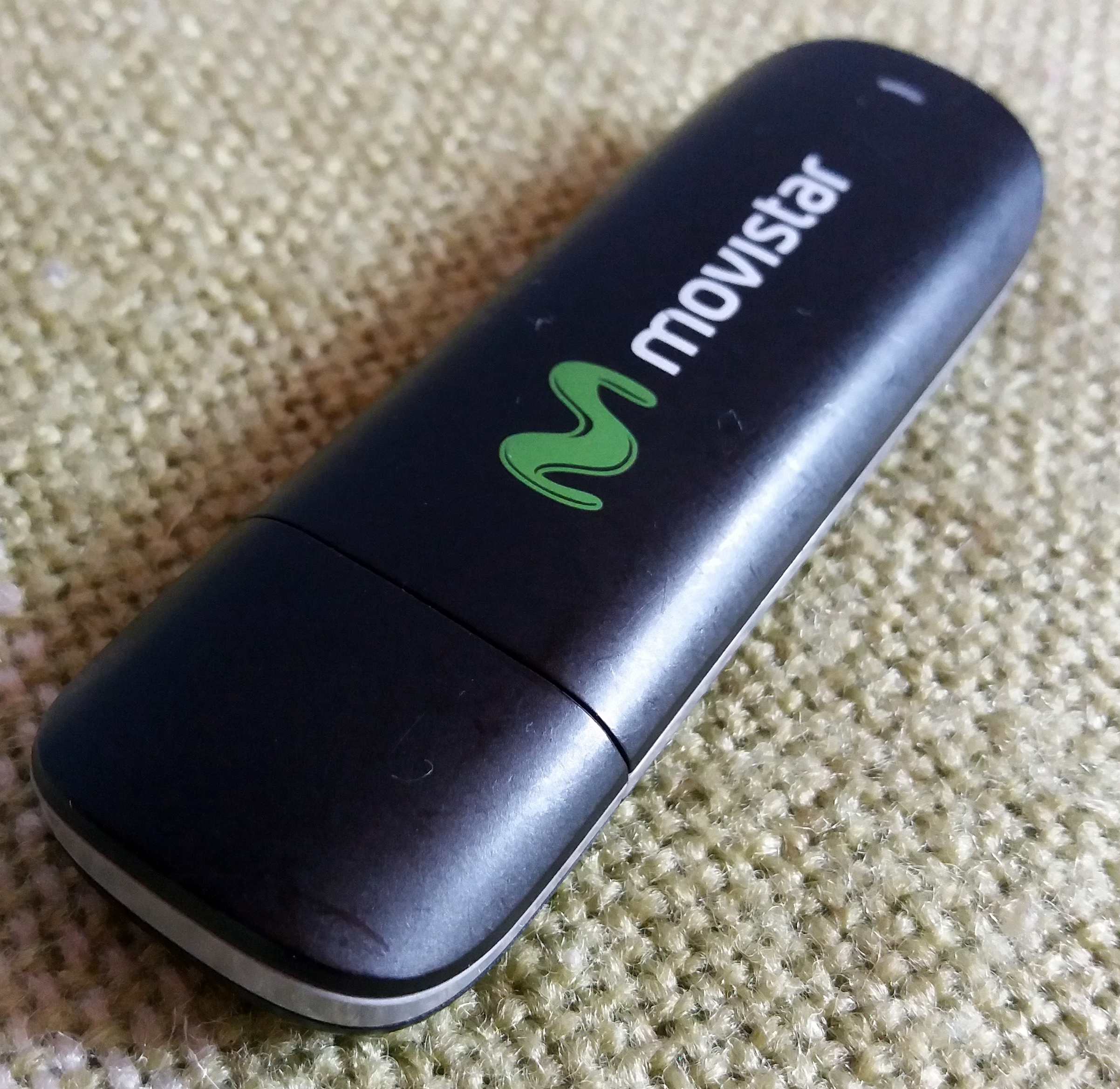
Huawei 3G HSPA+ EV-DO USB bezdrátový modem z Movistar Colombia

Existuje několik revizí standardu EV-DO, první je Release 0 (Rel. 0). Pozdější rozšíření, Revision A (Rev. A), podporuje Quality of Service (pro snížení latence) a vyšší rychlosti na dopředném a zpětném spoji. Na konci roku 2006 byla publikována Revision B (Rev. B), která díky schopnosti spojit více nosných dosahuje ještě vyšší rychlosti a nižší latence (viz TIA-856 Rev. B níže). Upgrade z EV-DO Rev. A na Rev. B vyžaduje softwarovou aktualizaci modemů buňkových uzlů, a přídavná zařízení pro nové nosné EV-DO. Existující cdma2000 operátoři možná budou muset přeladit některé existující 1xRTT kanály na jiné frekvence, protože Rev. B vyžaduje, aby všechny DO nosné měly rozpětí nejvýše 5 MHz.

### EV-DO Rel. 0 (TIA-856 Release 0)
Počáteční návrh standardu EV-DO vyvinula firma Qualcomm v roce 1999, aby splňoval požadavky IMT-2000 pro více než 2Mbit/s rychlost na downlinku pro stacionární komunikace (tj. ne pro pohybující se mobilní telefony). Zpočátku byl tento standard nazýván High Data Rate (HDR), ale po ratifikaci Mezinárodní telekomunikační unií (ITU) byl přejmenován na 1xEV-DO s označením TIA-856. Označení 1xEV-DO původně znamenalo „1x Evolution-Data Only“ a odkazovalo se na fakt, že jde o přímé pokračování standardu rádiového rozhraní 1x (1xRTT) s kanály nesoucími pouze datový provoz. Titul z 1xEV-DO standardizačního dokumentu je „cdma2000 High Rate Packet Data Air Interface Specification“, protože cdma2000 (malými písmeny) je jiné jméno standardu 1x, který se nazývá také TIA-2000.
Později byl význam zkratky „DO“ změněn na „Data Optimized“ kvůli možnému zápornému vnímání slova „only“ (pouze), takže plné jméno je nyní „Evolution-Data Optimized.“ Předponu 1x většina velkých mobilních operátorů vypouštěla, a používala označení EV-DO, což mělo zajistit lepší tržní přijetí této technologie optimalizované pro data.

#### Struktura kanálu dopředného spoje
Základní změnou, která odlišuje kanál EV-DO od 1xRTT, je časové multiplexování na dopředném spoji (ze základnové stanice na mobil). To znamená, že jediný mobilní telefon může po dobu trvání určitého časového slotu využít celý dopředný provozní kanál v určité geografické oblasti (sektoru). Touto technikou je EV-DO schopné modulovat nezávisle časový slot každého uživatele. To umožňuje obsloužit uživatele s dobrým signálem velmi složitými modulačními technikami, a uživatele se špatným signálem jednodušší modulací (s více nadbytečnými signály).
Dopředný kanál je rozdělen na sloty trvající 1,667 ms. Kromě uživatelského provozu se do datového toku vkládají režijní kanály. K režijním kanálům patří:
- 'pilotní kanál' umožňující mobilním zařízením najít a identifikovat kanál,
- kanál pro přístup k médiím (MAC), který mobilním zařízením sděluje, na kdy jsou naplánována jejich data
- 'řídicí kanál' obsahující další informace, které musí mobilní zařízení znát.

Modulace používaná ke komunikaci s daným mobilním zařízením je určena samotným mobilním zařízením; zařízení přijímá signály v daném kanálu, a podle síly přijímaného signálu spolu s očekávanými podmínkami vícecestného šíření a úniku, se snaží o nejlepší možný odhad, jakou přenosovou rychlost bude možné použít, aby se četnost chyb rámců udržovala na rozumné hodnotě 1-2%. Tyto informace pak předává zpátky obsluhujícímu sektoru ve formě celého čísla mezi 1 a 12 na „Digital Rate Control“ (DRC) kanálu. Mobilní zařízení může také vybrat „nulovou“ rychlost (DRC 0), která udává, že mobilní zařízení buď nemůže dekódovat data při žádné rychlosti nebo že se snaží předat spojení jinému obsluhujícímu sektoru.
DRC hodnoty jsou tyto:
| DRC Index | Přenosová rychlost v kbit/s | Plánované sloty | Velikost datového pole (bitů) | Kódový poměr | Modulace | Požadovaný poměr signálu a šumu |
| --------- | --------------------------- | --------------- | ----------------------------- | ------------ | -------- | ------------------------------- |
| 1         | 38,4                        | 16              | 1024                          | 1/5          | QPSK     | -12                             |
| 2         | 76,8                        | 8               | 1024                          | 1/5          | QPSK     | -9,6                            |
| 3         | 153,6                       | 4               | 1024                          | 1/5          | QPSK     | -6,8                            |
| 4         | 307,2                       | 2               | 1024                          | 1/5          | QPSK     | -3,9                            |
| 5         | 307,2                       | 4               | 2048                          | 1/5          | QPSK     | -3,8                            |
| 6         | 614,4                       | 1               | 1024                          | 1/3          | QPSK     | -0,6                            |
| 7         | 614,4                       | 2               | 2048                          | 1/3          | QPSK     | -0,8                            |
| 8         | 921,6                       | 2               | 3072                          | 1/3          | 8-PSK    | 1,8                             |
| 9         | 1228,8                      | 1               | 2048                          | 2/3          | QPSK     | 3,7                             |
| 10        | 1228,8                      | 2               | 4096                          | 1/3          | 16-QAM   | 3,8                             |
| 11        | 1843,2                      | 1               | 3072                          | 2/3          | 8-PSK    | 7,5                             |
| 12        | 2457,6                      | 1               | 4096                          | 2/3          | 16-QAM   | 9,7                             |

Dalším důležitým aspektem kanálu dopředného spoje EV-DO je plánovač. Plánovač obvykle používá „proporcionální spravedlivé plánování“. Je navržen tak, aby maximalizoval sektorovou propustnost a přitom garantoval každému uživateli určitou minimální úroveň služby. Základní myšlenkou je plánovat zařízení oznamující vyšší DRC indexy častěji, s vírou že ty, které oznamují horší podmínky, se časem zlepší.
Systém také používá hybridní zpětnou vazbu s automatickým opakováním (HARQ). Každý dílčí paket při přenosu více sloty je kopií původních datových bitů kódovaných turbokódem. To umožňuje, aby mobilní zařízení potvrzovala paket před přenesením všech jeho částí. Pokud například mobile vysílá DRC index of 3 a je plánovaný přijímat data, ono bude očekávají získat data během čtyř časových slotů. Pokud je mobilní zařízení schopno po dekódování prvního slotu určit celý datový paket, může v tom okamžiku poslat zpět časné potvrzení; přenos zbývajících tří dílčích paketů pak bude zrušen. Pokud ale paket není potvrzený, bude síť pokračovat v přenosu zbývajících částí, dokud nebudou přeneseny všechny nebo dokud nebude paket potvrzen.

#### Struktura kanálu zpětného spoje
Zpětný spoj (z mobilního zařízení na základnovou stanici) na EV-DO Rel. 0 funguje velmi podobně jako 3G1X CDMA. Kanál zahrnuje pilotní signál na zpětném spoji (který pomáhá s dekódováním signálu) spolu s kanály pro uživatelská data. Mezi přidané kanály, které neexistují v 3G1X, patří DRC kanál (popsaný výše) a ACK kanál (používaný pro HARQ). Pouze zpětný spoj používá řízení výkonu, zatímco dopředný spoj je vždy přenášen plným výkonem pro použití všemi mobilními telefony. Zpětný spoj používá pro řízení výkonu jak otevřenou tak uzavřenou smyčku. V režimu otevřené smyčky se přenosový výkon na zpětném spoji nastavuje podle síly přijímaného signálu dopředném spoji. V režimu uzavřené smyčky se přenosový výkon na zpětném spoji nastavuje 800krát za sekundu podle indikace obsluhujícího sektoru (podobně jako u 3G1X).
Všechny kanály zpětného spoje jsou zkombinovány pomocí kódového dělení a přenášeny na základnovou stanici pomocí klíčování fázovým posuvem. Maximální dostupná rychlost pro uživatelská data je 153,2 kbit/s, ale v podmínkách skutečného světa toho lze málokdy dosáhnout. Typické dosažitelné rychlosti jsou 20-50 kbit/s.

### EV-DO Rev. A (TIA-856 Revision A)
Revize A standardu EV-DO přidává do protokolu několik prvků při plném zachování zpětné kompatibility s Rel. 0.
Tyto doplňky zavádějí několik nových přenosových rychlostí dopředného spoje, které zvyšují maximální hrubou přenosovou rychlost z 2,45 Mbit/s na 3,1 Mbit/s. Také byly doplněny protokoly, které zkracují čas na vytvoření spojení (které jsou označovány jako enhanced access channel MAC), schopnost sdílet jeden časový slot několika mobilními zařízeními (víceuživatelské pakety) a zavedení příznaků QoS. Všechno těchto byly put v place umožnit pro nízký latence, nízký přenosová rychlost komunikace jako například VoIP.
EV-DO Rev. A doplňuje následující rychlosti dopředného kanálu:
| DRC Index | Přenosová rychlost v kbit/s | Plánovaných slotů | Velikost datového pole (bitů) | Kódový poměr | Modulace |
| --------- | --------------------------- | ----------------- | ----------------------------- | ------------ | -------- |
| 13        | 1536                        | 2                 | 5120                          | 5/12         | 16-QAM   |
| 14        | 3072                        | 1                 | 5120                          | 5/6          | 16-QAM   |

Kromě změn dopředného spoje došlo k vylepšením zpětného spoje, který podporuje složitější modulace (a tedy vyšší přenosové rychlosti). Byl přidán volitelný sekundární pilotní signál, který je aktivován mobilním zařízením pro dosažení vyšší přenosové rychlosti. Aby se omezilo zahlcení zpětného spoje a vzestupu rušení, protokol požaduje, aby každému mobilnímu zařízení byla určena mez rušení, která je sítí garantována, pokud to podmínky zpětného spoje umožňují. Zpětný spoj má maximální rychlost 1,8 Mbit/s, ale za normálních podmínek uživatelé dosahují rychlosti přibližně 500-1000 kbit/s, i když s větší latencí než u kabelového připojení a DSL.

### EV-DO Rev. B (TIA-856 Revision B)
EV-DO Rev. B je vylepšení, které využívá více nosných vývoj Revize A. Zachovává funkcionality EV-DO Rev. A, a poskytuje následující vylepšení:
- Vyšší rychlosti na jednu nosnou (až 4,9 Mbit/s na nosnou pro downlink). Typický nasazení jsou očekávaná na používá 2 nebo 3 nosné pro špičkovou rychlost 14,7 Mbit/s. Vyšší rychlosti spojováním více kanály současně zlepšuje uživatel zkušenosti a umožňuje zavádět nové služby jako video na vyžádání s vysokým rozlišením.
- Snížení latence pomocí statistického multiplexování kanálů zlepšuje použitelnost služeb citlivých na latenci, jako je hraní her, videotelefonie, vzdálené přihlašování a používání webu.
- Snížení odběru z baterií, které umožňuje prodloužit pohotovostní dobu i dobu hovoru
- Snížení interference ze sousedních sektorů zvláště pro uživatele na okraji buněk signál který vylepšuje rychlosti, které lze nabízeny pomocí Hybridní frekvence re-používá.
- Efektivní podpora pro služby, které mají asymetrické požadavky na download a upload (tj. různé přenosové rychlosti požadované v každém směriu) jako například přenos souborů, prohlížení webu, a přenos širokopásmového multimédiálního obsahu.

### EV-DO Rev. C (TIA-856 Revision C) a TIA-1121
Firma Qualcomm si brzy uvědomila, že EV-DO je provizorní řešení, a předvídala budoucí válku formátů mezi LTE a dospěla k názoru, že bude potřebný nový standard. Firma Qualcomm tuto technologii původně nazývala EV-DV (Evolution Data and Voice). S větším rozšířením EV-DO se EV-DV vyvinulo do EV-DO Rev C.
Standard EV-DO Rev. C definovalo sdružení 3GPP2 za účelem zlepšení standardu mobilních telefonů CDMA2000 pro další generaci aplikací a požadavků. Standard navrhla firma Qualcomm jako přirozenou vývojovou trajektorii pro CDMA2000 a v letech 2007 a 2008 specifikace publikovalo sdružení 3GPP2 jako C.S0084-* a TIA jako TIA-1121.
V roce 2006 bylo představeno obchodní jméno UMB (Ultra Mobile Broadband) jako synonymum pro EV-DO Rev. C.
UMB mělo být technologií čtvrté generace, která by mohla soupeřit s LTE a WiMAX. Tyto technologie se vyznačují velkou šířkou pásma, nízkou latenci, podkladovou sítí TCP/IP s vysokou úrovní služeb včetně přenosu hlasu. Rozšířené nasazení 4G sítí mělo umožnit, aby aplikace, které dříve nebyly proveditelné, byly nejen možné ale všudypřítomné. K takovým aplikacím patří streamování videa s vysokým rozlišením a hraní her citlivých na latenci.
Stejně jako LTE mělo UMB být založeno na technologiích sítě Internet s novou generací rádiového systému se špičkovou rychlostí až 280 Mbit/s. Návrháři usilovali, aby systém byl efektivnější a schopný poskytovat více služeb než starší technologie, při zachování kompatibility s těmito systémy. UMB proto mělo podporovat předávání spojení mezi technologiemi včetně existujících systémů CDMA2000 1X a 1xEV-DO.
Používání OFDMA v UMB mělo odstranit mnoho nevýhod starší technologie CDMA, včetně jevu nazývaného „dýchání buněk“, problémů s přidáváním kapacity pomocí mikrobuněk, pevnými šířkami kanálů, která omezuje celkovou šířku pásma dostupnou pro mobilní telefony, a faktu, že technologie je téměř úplně kontrolována patenty, které vlastní jediná firma.
Zatímco kapacita existujících sítí Rel. B může být zvětšena na 1,5 násobek použitím hlasového kodeku EVRC-B a omezením rušení pomocí QLIC, 1x Advanced a EV-DO Advanced nabízí až čtyřnásobné zvýšení kapacity sítě díky odstranění rušení BTS (tj. rušení na zpětném spoji), spojení s více nosnými, a technologií chytré správy sítě.
V listopadu 2008 hlavní podporovatel UMB, firma Qualcomm, ohlásila, že ukončuje vývoj technologie EV-DO, a bude místo toho vyvíjet LTE. Následovalo oznámení, že většina mobilních operátorů používajících CDMA se rozhodla použít jako 4G technologii standard WiMAX nebo soupeřící Long Term Evolution (LTE). Žádný mobilní operátor neohlásil, že zavede UMB.
V průběhu dalšího vývoje 4G technologie přidalo sdružení 3GPP do LTE některé funkcionality, které umožňují, aby se LTE stalo jedinou upgrade trajektorií pro všechny bezdrátové sítě.

#### Vlastnosti
- Vícenásobný přístup s ortogonálním frekvenčním dělením-založený rádiové rozhraní
- Frekvence Dělení Duplex
- Škálovatelný šířka pásma mezi 1,25–20 MHz (OFDMA systémy jsou zvláště vhodné pro větší šířky pásma přes 5 MHz)
- Podpora kombinování buněk různé velikosti, např. makrocel, microcell a pikocel.
- Architektura sítě založená na IP
- Podpora plochých, centralizovaných a kombinovaných topologií
- Rychlost datových přenosů přes 275 Mbit/s pro downstream a přes 75 Mbit/s pro upstream
- Výrazně vyšší přenosové rychlosti a redukovaný latence díky pokročilým anténním technikám na dopředném spoji
  - Multiple-input multiple-output, SDMA a formování svazků
- Vyšší kapacita sektoru na zpětném spoji s kvaziortogonálním zpětným spojem
- Zvýšení přenosové rychlosti pro uživatele na okrajích buněk díky adaptivnímu řízení rušení
  - Dynamický zlomkové znovupoužití frekvencí
  - Distribuované řízení výkonu na zpětném spoji podle úrovně rušení z jiných buněk
- Služby v reálném čase umožněné rychlým bezešvým předáním spojení L1/L2
  - Nezávislé předávání spojení na dopředném a zpětném spoji poskytuje lépe airlink[ujasnit] a rychlejší předání spojení
- Optimalizace výkonu použitím rychlého stránkování a polopřipojeného stavu (semi-connected state)
- Signalizace s nízkou režií pomocí flexibilní správě rádiových prostředků
- Rychlý přístup a požadavek pomocí řízení kanálů na zpětném spoji pomocí kódového multiplexu
- Nová škálovatelná IP architektura podporuje předání spojení mezi technologiemi
  - Nové mechanismy předání spojení podporují služby v reálném čase v celé síti a s různými technologiemi rádiové sítě
- Rychlý osvojení a efektivní služby s více nosnými pomocí použití majáků
- Konfigurace s více nosnými podporuje inkrementální nasazení a kombinování jednoduchých a širokopásmových zařízení